# Оганджанян, Гурген Иванович
Гурген Иванович (Ованесович) Оганджанян (арм. Գուրգեն Հովհաննեսի Օհանջանյան; 1 [14] марта 1902, Эривань — 17 июня 1965, Москва) — генерал-лейтенант Советской Армии, участник Гражданской и Великой Отечественной войн.

## Биография
Гурген Иванович Оганджанян родился 14 марта 1902 года в городе Эривани (ныне — Ереван) в бедной семье. С шестнадцатилетнего возраста трудился в кустарной мастерской. Участвовал в установлении Советской власти в Армении, арестовывался по приказу дашнакских властей, но был освобождён. С установлением Советской власти заведовал отделом Ереванского горкома комсомола, затем стал секретарём Севанского райкома КП(б) Армении. В 1920 году по специальному набору поступил на службу в Рабоче-Крестьянскую Красную Армию. Принимал участие в подавлении дашнакского восстания в Зангезуре, Даралагязе, Герусах, Мегри.
После окончания Гражданской войны Оганджанян продолжал службу в Красной Армии. Окончил Высшие юридические курсы РККА, после чего служил на ответственных должностях в системе военной юстиции: был прокурором армянской дивизии, затем работал в прокуратурах Ленинградского и Московского военных округов, был помощником военного прокурора, военным прокурором Закавказского военного округа. 4 августа 1938 года Оганджанян был арестован по сфабрикованному обвинению. Из тюрьмы он был освобождён 22 февраля 1940 года, после чего направлен в Москву на должность секретаря Военного совета Московского военного округа.
С началом Великой Отечественной войны Оганджанян был назначен заместителем прокурора Западного фронта, в то время терпевшего тяжёлые поражения от наступающих немецких войск. Под его руководством расследовались преступления и злоупотребления в аппарате фронтовой прокуратуры, прокуратурах армий и дивизий. Многократно выезжал в районы боевых действий для координации прокурорской работы. С 1943 года являлся заместителем военного прокурора сначала 2-го Украинского, а затем 1-го Белорусского фронтов. Добился значительного повышения оперативности и эффективности следственно-прокурорской работы. Упорной борьбой с воинскими преступлениями ему удалось добиться резкого снижения случаев дезертирства, должностных преступлений. Разрабатывал представления командованию о мерах борьбы с расхитителями имущества, мародёрами, об эффективном использовании штрафных частей. Оганджанян провёл сотни бесед и докладов перед личным составом, разъясняя советское законодательство и меры ответственности его нарушения.
После окончания войны продолжал службу в Советской Армии. Служил заместителем военного прокурора Группы советских оккупационных войск в Германии, затем военным прокурором 19-й воздушной армии ПВО. В 1949 году окончил Высшие академические курсы при Военно-юридической академии, после чего был военным прокурором сначала 52-й воздушной армии, а затем 14-й армии. Умер 17 июля 1965 года, похоронен на Востряковском кладбище Москвы.

## Награды
- Орден Ленина (20 апреля 1953 года);
- 2 ордена Красного Знамени (3 ноября 1944 года, 5 ноября 1954 года);
- Орден Отечественной войны 1-й степени (22 февраля 1944 года);
- Орден Красной Звезды (26 декабря 1941 года);
- Медали «За оборону Москвы», «За освобождение Варшавы», «За взятие Берлина» и другие.